# Radon (Orne)
Pour les articles homonymes, voir Radon (homonymie).
Radon est une ancienne commune française, située dans le département de l'Orne en région Normandie, devenue le 1er janvier 2016 une commune déléguée au sein de la commune nouvelle d'Écouves. La fusion devient totale le 8 décembre 2016.

## Géographie
La commune est en campagne d'Alençon. Couvrant 1 981 hectares, le territoire de Radon était le plus étendu du canton d'Alençon-3. Son bourg est à 9,5 km au nord d'Alençon et à 15 km au sud de Sées.
Radon est dans le bassin de la Loire par l'intermédiaire de trois affluents de la Sarthe : la Briante qui serpente de part et d'autre de la limite de territoire à l'ouest, le Landeau qui fait fonction de limite au sud, et le Betz (ruisseau de la Croix) qui traverse le bourg à l'est après avoir collecté les eaux du nord-est du territoire.
Le point culminant (345 m) se situe en limite nord-ouest, près du carrefour de la Fosse à la Femme, en forêt d'Écouves. Le point le plus bas (148 m) se situe en limite sud-est, près du lieu-dit Londeau. Les deux tiers nord de la commune sont couverts par la forêt d'Écouves.
| Fontenai-les-Louvets (par un angle, comm. nouv. de L'Orée-d'Écouves), Saint-Nicolas-des-Bois | Le Bouillon | Saint-Gervais-du-Perron (par un angle), Vingt-Hanaps (comm. nouv. d'Écouves) |
| Saint-Nicolas-des-Bois                                                                       | Radon       | Vingt-Hanaps (comm. nouv. d'Écouves), Forges (comm. nouv. d'Écouves)         |
| Colombiers                                                                                   | Valframbert | Valframbert                                                                  |

## Géologie
La commune de Radon est située à la limite entre le Massif armoricain (forêt d'Écouves) et le Bassin parisien (plaine d'Alençon). Aussi, est-elle parcourue par une grande faille (trait vertical violet) d'orientation hercynienne (approximativement SW-NE).

La coupe ci-contre passe par l'ancienne grande ferme industrielle d'Avoise. La partie armoricaine, d'âge primaire, montre un anticlinal hercynien (= varisque) ; la partie secondaire, qui appartient au Bassin parisien, présente des couches théoriquement sub-horizontales (structure monoclinale), mais dans la réalité, légèrement ondulées.

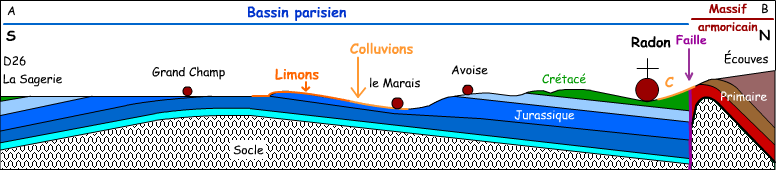
Géologie de la commune de Radon.

## Toponymie
Radon, déjà sous cette forme en 1050 : le toponyme serait issu de l'anthroponyme germanique Raddo.
Le gentilé est Radonnais.

## Histoire
L'histoire de Radon s'inscrit dans une histoire qui dépasse le cadre communal. en effet, la prospection archéologique a permis de relever des indices d'occupation datant du Paléolithique moyen, montrant que cette contrée située en contrebas de la forêt d'Écouves est un point d'ancrage ancien. On a trouvé à Avoise, en 1894, près du ruisseau du Londeau, sept haches avec quelques grattoirs et couteau datant du Néolithique. Deux haches sont en diabase (dolérite), deux en silex jaune, une en silex bleuâtre et deux en schiste noir ; pour les grattoirs, deux sont en silex blond et le troisième en arkose. D'autres indices d'occupation couvrent les périodes du Néolithique, de l'époque antique et du haut Moyen Âge. Mais c'est surtout à partir du Xe – XIe siècle que Radon se développe avec la bipolarité église (dédiée à saint Martin) et château d'Avoise. Entre la paroisse de Radon et la seigneurie d'Avoise, le cadre des hommes est fixé pour presque un millénaire. La population passe d'un maximum de cent personnes à la fin du Moyen Âge à près de 500 à la fin du XVIIIe siècle.
Au XIXe siècle, la population de la commune, dont l'activité principale repose sur l'agriculture continue de progresser. La ferme modèle de la distillerie d'Avoise (1850-1860) marque le paysage. Comme beaucoup de communes rurales, la population va diminuer sensiblement au milieu du XXe siècle avant de pointer vers les 1000 en 1999, marquée par une péri-urbanisation liée à la présence de la ville d'Alençon à moins de 10 kilomètres. L'activité humaine autrefois dans l'agriculture et l'artisanat est remplacée par des emplois surtout dans le tertiaire, essentiellement situés sur le bassin d'Alençon.
Le 1er janvier 2016, Radon intègre avec deux autres communes la commune d'Écouves créée sous le régime juridique des communes nouvelles instauré par la loi no 2010-1563 du 16 décembre 2010 de réforme des collectivités territoriales. Les communes de Forges, Radon et Vingt-Hanaps deviennent des communes déléguées et Radon est le chef-lieu de la commune nouvelle. Le statut de communes déléguées est supprimé le 18 décembre 2016.

## Politique et administration

### Administration municipale
| Période                                  | Période       | Identité            | Étiquette | Qualité                             |
| ---------------------------------------- | ------------- | ------------------- | --------- | ----------------------------------- |
|                                          |               |                     |           |                                     |
| 1885                                     | 1901          | Gervais-Jules Houel |           | Fondateur de la distillerie en 1859 |
|                                          |               |                     |           |                                     |
| 1995                                     | décembre 2015 | Léonce Thulliez     |           |                                     |
| Les données manquantes sont à compléter. |               |                     |           |                                     |

Le conseil municipal était composé de quinze membres dont le maire et trois adjoints. Ces conseillers intègrent au complet le conseil municipal d'Écouves le 1er janvier 2016 jusqu'à la suppression de la commune déléguée, Léonce Thulliez est élu maire de la commune nouvelle et Alain Meyer est élu maire délégué de Radon en remplacement de Léonce Thulliez.

## Démographie
L'évolution du nombre d'habitants est connue à travers les recensements de la population effectués dans la commune depuis 1793. À partir du 1er janvier 2009, les populations légales des communes sont publiées annuellement dans le cadre d'un recensement qui repose désormais sur une collecte d'information annuelle, concernant successivement tous les territoires communaux au cours d'une période de cinq ans. 
Pour les communes de moins de 10 000 habitants, une enquête de recensement portant sur toute la population est réalisée tous les cinq ans, les populations légales des années intermédiaires étant quant à elles estimées par interpolation ou extrapolation. Pour la commune, le premier recensement exhaustif entrant dans le cadre du nouveau dispositif a été réalisé en 2006,.
En 2019, la commune comptait 1 036 habitants, en évolution de −2,81 % par rapport à 2014 (Orne : −1,53 %, France hors Mayotte : +2,49 %).
| 1793 | 1800 | 1806 | 1821 | 1836 | 1841 | 1846 | 1851 | 1856 |
| ---- | ---- | ---- | ---- | ---- | ---- | ---- | ---- | ---- |
| 510  | 473  | 506  | 493  | 584  | 591  | 605  | 603  | 615  |

| 1861 | 1866 | 1872 | 1876 | 1881 | 1886 | 1891 | 1896 | 1901 |
| ---- | ---- | ---- | ---- | ---- | ---- | ---- | ---- | ---- |
| 653  | 665  | 631  | 677  | 614  | 584  | 609  | 544  | 484  |

| 1906 | 1911 | 1921 | 1926 | 1931 | 1936 | 1946 | 1954 | 1962 |
| ---- | ---- | ---- | ---- | ---- | ---- | ---- | ---- | ---- |
| 503  | 548  | 460  | 416  | 396  | 374  | 428  | 427  | 440  |

| 1968 | 1975 | 1982 | 1990 | 1999 | 2006  | 2011  | 2016  | 2019  |
| ---- | ---- | ---- | ---- | ---- | ----- | ----- | ----- | ----- |
| 436  | 560  | 861  | 880  | 992  | 1 013 | 1 066 | 1 038 | 1 036 |

## Lieux et monuments

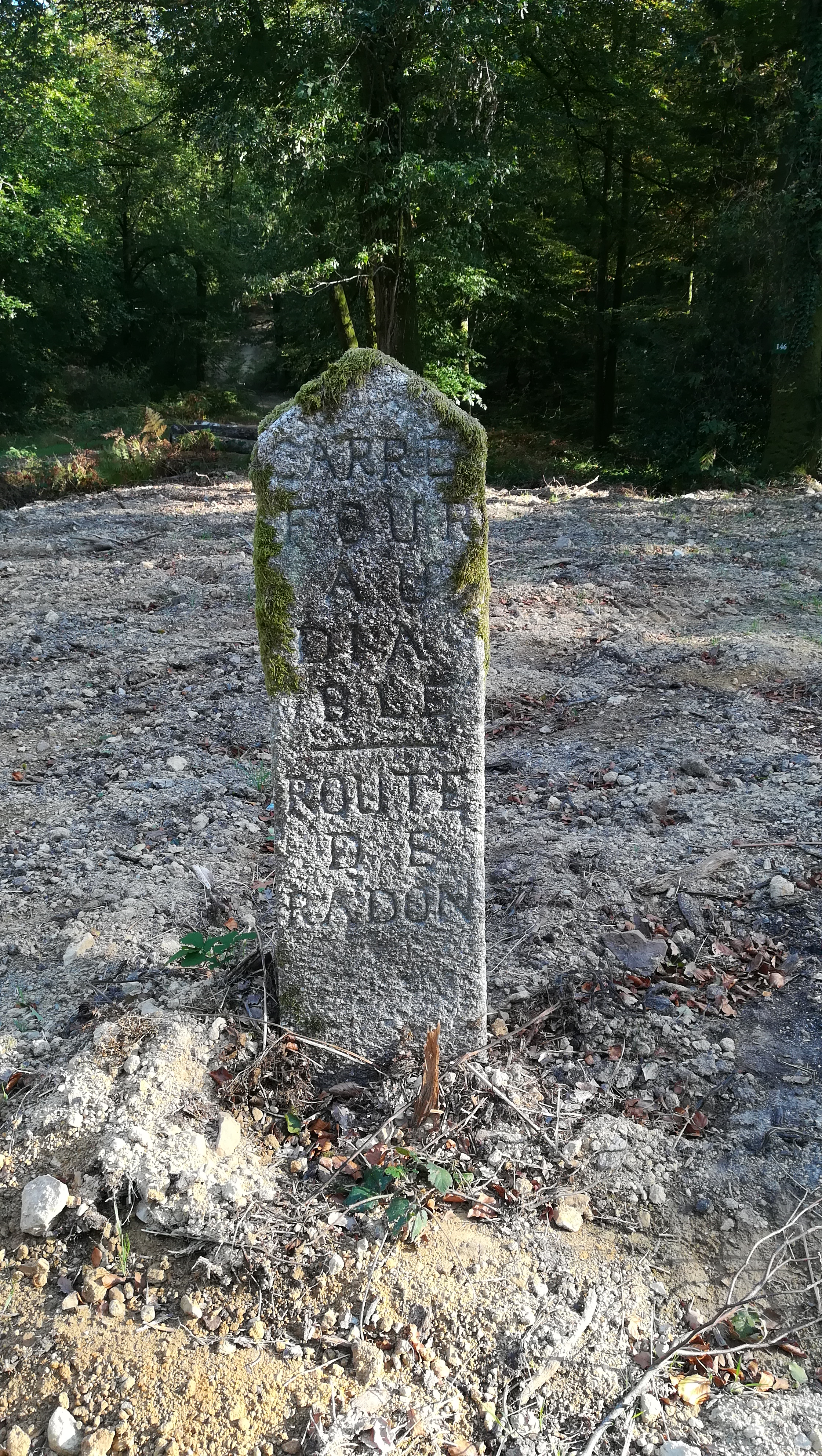
Borne de la forêt d'Écouves.

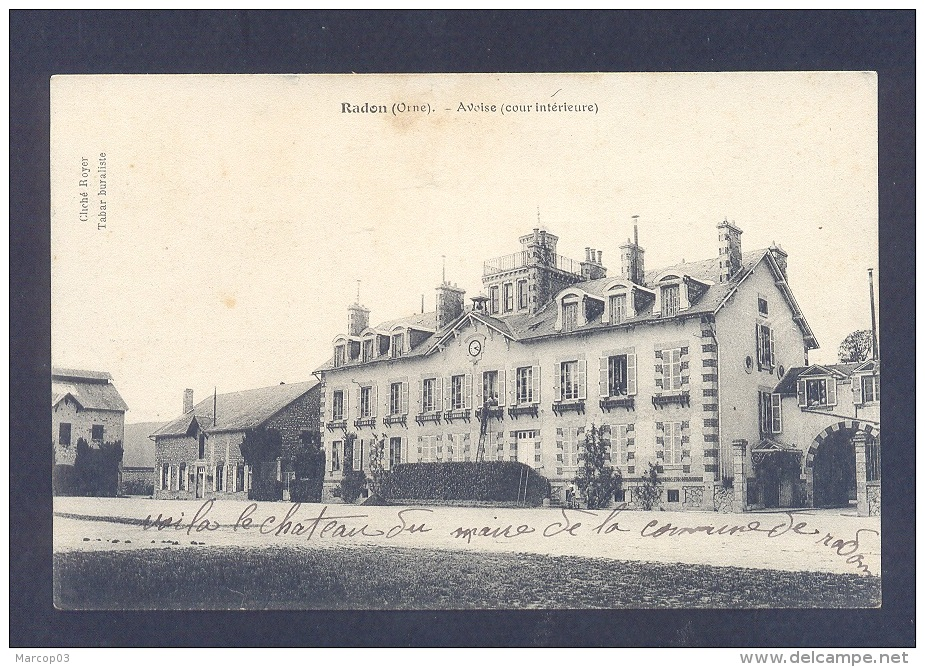
Le château d'Avoise.

- Église Saint-Martin rénovée du XVIIe siècle.
- Ferme modèle et manoir d'Avoise (1850-1860)[13], au sud, au sein de laquelle se situait le château d'Avoise, occupé par son fondateur Jules Houel.

L'ancien château féodal a été démoli vers 1860.
- Forêt d'Écouves.
- Bornes de la forêt d'Écouves.
- Le lieu-dit de la Casaquinerie.

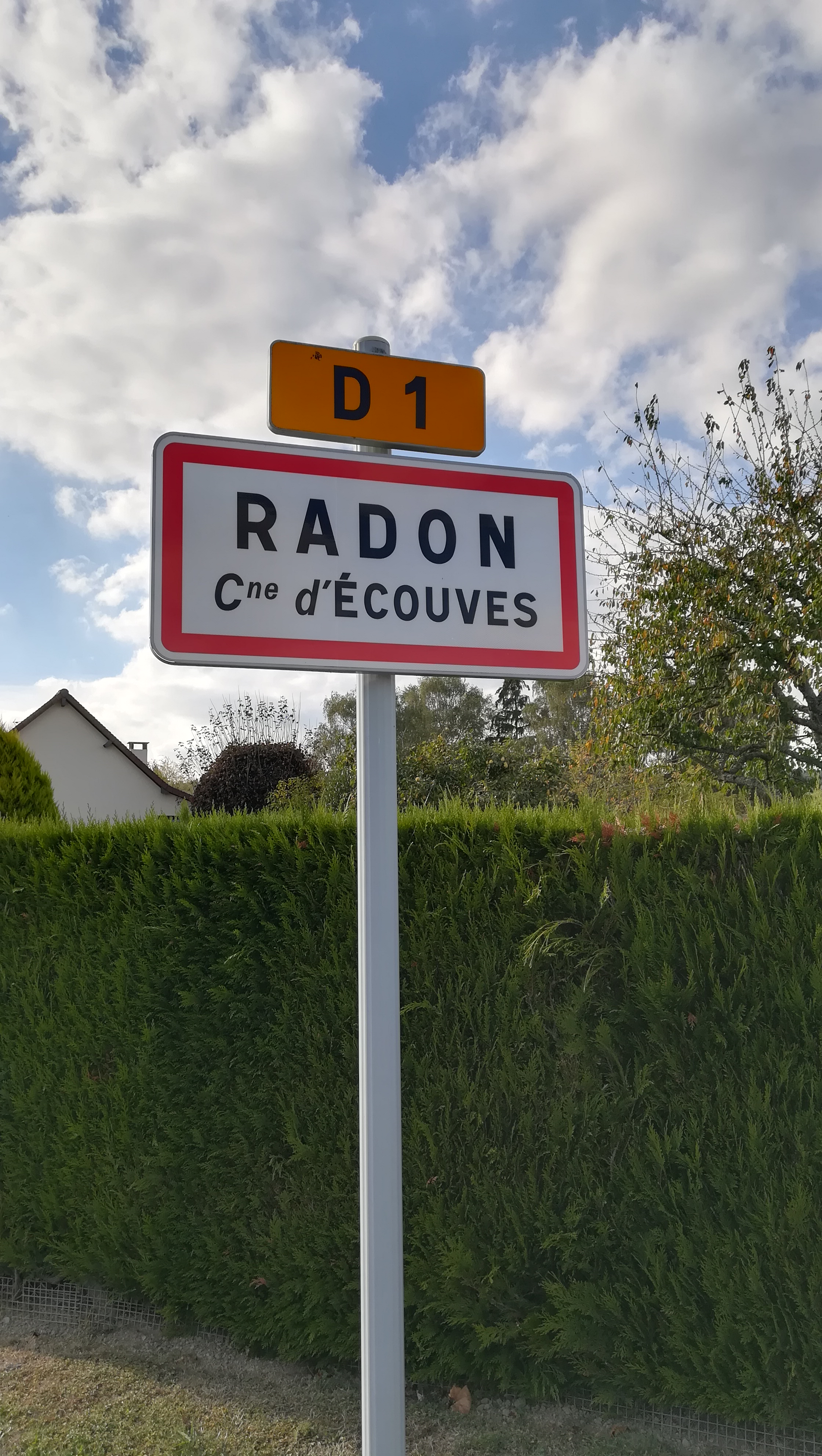
Panneau d'entrée.
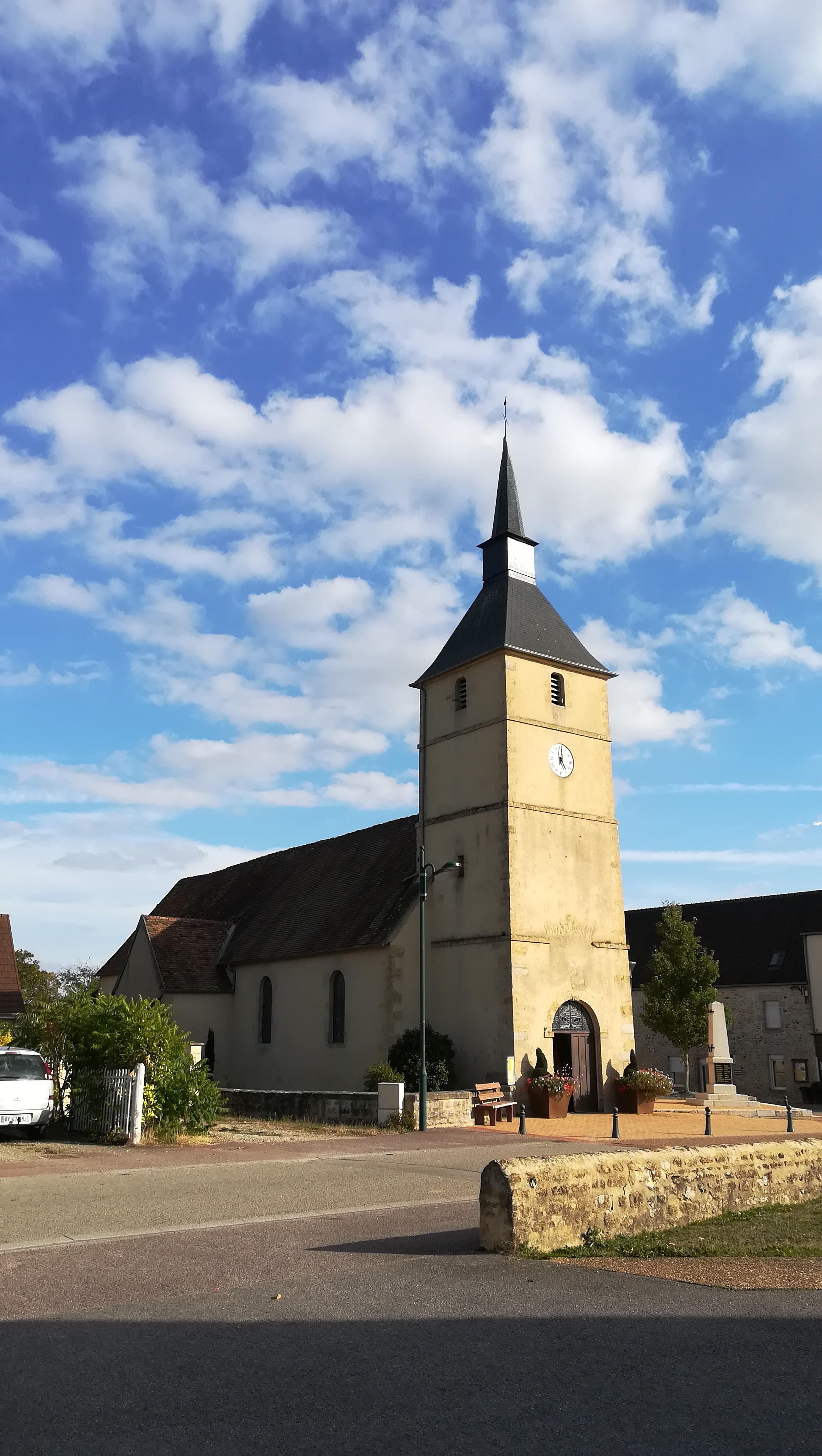
L'église Saint-Martin.
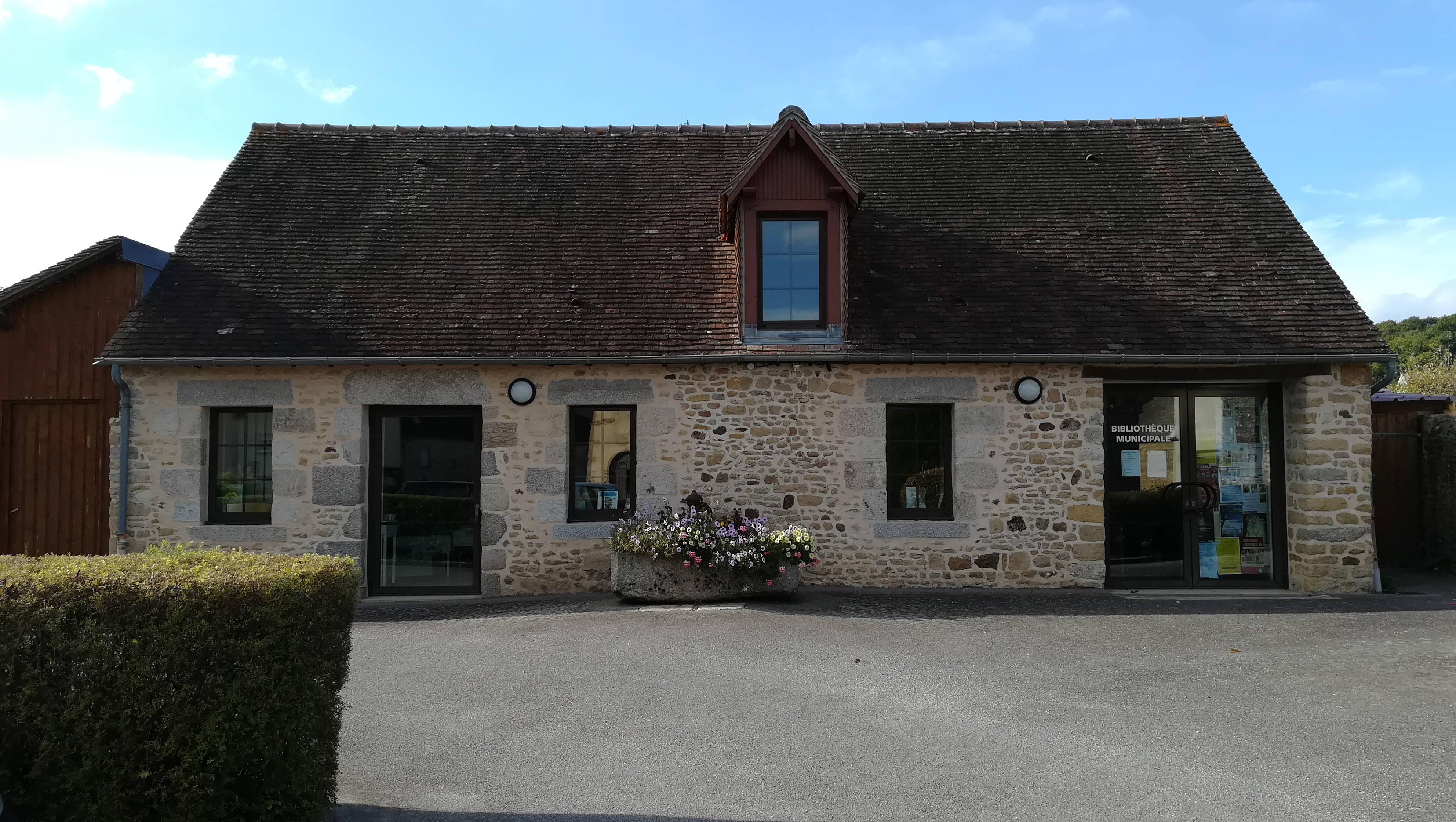
La bibliothèque.
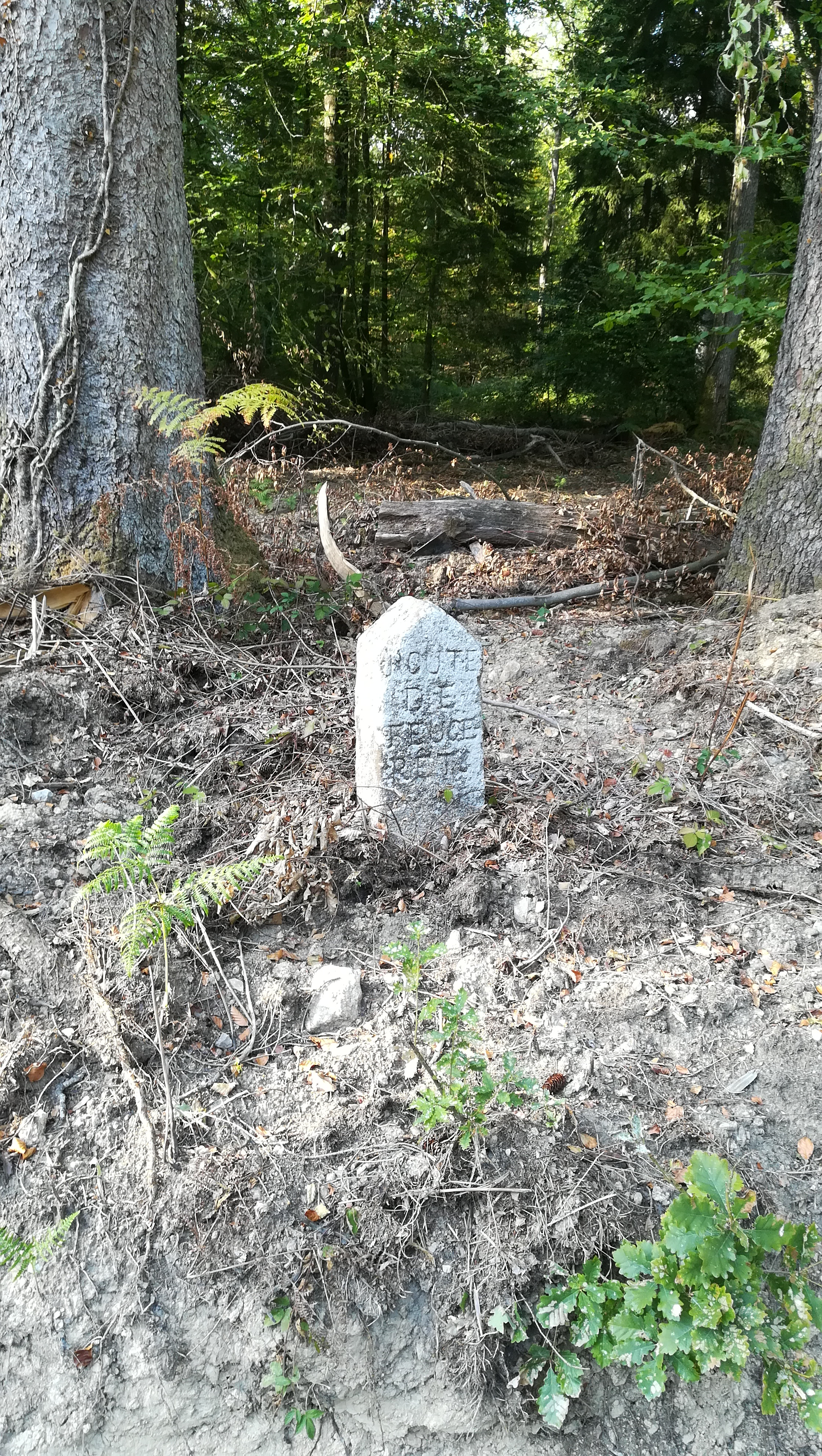
L'une des bornes de la forêt d'Écouves, sur la route de Radon.

## Activité et manifestations
Depuis 1990, la commune de Radon est devenue un haut-lieu de la randonnée VTT. En effet, le 1er dimanche de septembre est organisée la Trans'Écouves, grand rendez-vous populaire ouvert à tous. Au cœur de la forêt d'Écouves, plus d'un millier de vététistes s'adonnent aux découvertes de la nature. En 2009, les organisateurs ont fêté la 20e édition.
L'Entente sportive Écouves fait évoluer trois équipes de football en divisions de district.
Depuis 2001, le trail d'Écouves permet à plusieurs centaines de participants de marcher et courir au cœur du massif d'Écouves. Ces épreuves se déroulent toujours le premier week-end de juin. La 19e édition a eu lieu en 2019.

## Personnalités liées à la commune
- Paul Le Flem (1881 à Radon - 1984), compositeur.
- Jules-César Houel (1818 à Alençon - 1876 à Asnière-sur-Seine), industriel et fondateur de la ferme industrielle d'Avoise